# ANOM
Bẫy bắt tội phạm ANOM (còn được gọi là AN0M hoặc ANØM) (được gọi là Chiến dịch Trojan Shield hoặc Chiến dịch Ironside) là sự hợp tác của các cơ quan thực thi pháp luật từ một số quốc gia, diễn ra từ năm 2018 đến năm 2021, đã tiếp cận hàng triệu tin nhắn được gửi qua ứng dụng nhắn tin ANOM dựa trên điện thoại thông minh được cho là an toàn. Dịch vụ ANOM được các tội phạm sử dụng rộng rãi, nhưng thay vì cung cấp thông tin liên lạc an toàn, nó thực sự là một trojan được phân phối bí mật bởi Cục Điều tra Liên bang CM (FBI) và Cảnh sát Liên bang CT (AFP), cho phép họ giám sát mọi thông tin liên lạc. Thông qua sự hợp tác với các cơ quan thực thi pháp luật khác trên toàn thế giới, hoạt động đã dẫn đến việc bắt giữ hơn 800 nghi phạm được cho là có liên quan đến hoạt động tội phạm, tại 16 quốc gia. Trong số những người bị bắt có người bị cáo buộc là thành viên của mafia Ý có trụ sở tại Úc, tội phạm có tổ chức ở Albania, các băng nhóm mô tô ngoài vòng pháp luật, tổ chức ma túy và các nhóm tội phạm khác.

## Bối cảnh
Việc đóng cửa công ty nhắn tin an toàn của Canada Phantom Secure vào tháng 3 năm 2018 khiến tổ chức tội phạm quốc tế cần một hệ thống thay thế để liên lạc an toàn. Cùng khoảng thời gian đó, chi nhánh FBI San Diego đã làm việc với một cá nhân đang phát triển một thiết bị được mã hóa "thế hệ tiếp theo" để sử dụng bởi các mạng tội phạm. Người này đang phải đối mặt với các cáo buộc và hợp tác với FBI để đổi lấy một bản án giảm. Cá nhân đã đề nghị phát triển ANOM và sau đó phân phối nó cho bọn tội phạm thông qua các mạng hiện có của họ.
Các thiết bị liên lạc đầu tiên với ANOM đã được cung cấp bởi người cung cấp thông tin này cho ba nhà phân phối cũ của Phantom Secure vào tháng 10 năm 2018.
FBI cũng đã đàm phán với một quốc gia thứ ba (giấu tên) để thiết lập phương thức đánh chặn liên lạc nhưng dựa trên lệnh của tòa án cho phép chuyển thông tin trở lại FBI. Kể từ tháng 10 năm 2019, thông tin liên lạc của ANOM đã được chuyển cho FBI từ quốc gia thứ ba này.
FBI đặt tên chiến dịch là "Trojan Shield", và AFP đặt tên nó là "Ironside".

## Phân phối và sử dụng

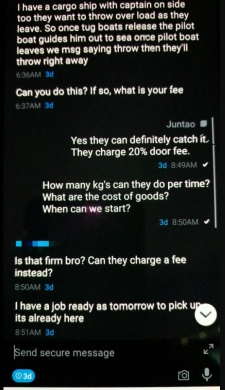
Hình ảnh ANOM đang được sử dụng

Các thiết bị ANOM bao gồm một ứng dụng nhắn tin chạy trên điện thoại thông minh đã được sửa đổi đặc biệt để tắt các chức năng thông thường như chức năng gọi điện thoại, email hoặc dịch vụ định vị. Sau khi kiểm tra chức năng bình thường đã bị vô hiệu hóa, các ứng dụng nhắn tin sau đó giao tiếp với nhau thông qua máy chủ proxy được cho là an toàn, mà sao chép tất cả các tin nhắn gửi đến các máy chủ do FBI kiểm soát. Sau đó, FBI có thể giải mã các tin nhắn bằng khóa riêng được liên kết với tin nhắn mà không cần truy cập từ xa vào các thiết bị. Các thiết bị cũng có một số nhận dạng cố định được gán cho mỗi người dùng, cho phép các tin nhắn từ cùng một người dùng được kết nối với nhau.
Khoảng 50 thiết bị đã được phân phối ở Úc để thử nghiệm beta từ tháng 10 năm 2018. Các liên lạc bị chặn cho thấy mọi thiết bị đều được sử dụng cho các hoạt động tội phạm, chủ yếu được sử dụng bởi các băng nhóm tội phạm có tổ chức.
Sử dụng ứng dụng lan truyền qua truyền miệng, và cũng được khuyến khích bởi cảnh sát chìm; cựu trùm buôn ma túy Hakan Ayik được xác định "là người đáng tin cậy và sẽ có thể phân phối thành công nền tảng này", và không hề hay biết anh ta đã bị các đặc vụ ngầm khuyến khích sử dụng và bán các thiết bị trên chợ đen, mở rộng hơn nữa việc sử dụng. Sau khi người dùng thiết bị yêu cầu điện thoại nhỏ hơn và mới hơn, các thiết bị mới đã được thiết kế và bán.
Sau khởi đầu chậm chạp, tỷ lệ phân phối của ANOM đã tăng từ giữa năm 2019. Đến tháng 10 năm 2019, đã có vài trăm người dùng. Đến tháng 5 năm 2021, đã có 11.800 thiết bị được cài đặt ANOM, trong đó có khoảng 9.000 thiết bị đang được sử dụng. New Zealand có 57 người sử dụng hệ thống liên lạc ANOM. Cảnh sát Thụy Điển đã có quyền truy cập vào các cuộc trò chuyện từ 1.600 người dùng, trong đó họ tập trung theo dõi 600 người dùng. Europol cho biết 27 triệu tin nhắn đã được thu thập từ các thiết bị ANOM trên hơn 100 quốc gia.
Có một số hoài nghi về ứng dụng này; trong tháng 3 năm 2021, một bài đăng trên blog  WordPress đã gọi ứng dụng là một trò lừa đảo sau khi phát hiện ra các kết nối với máy chủ Google, cũng như máy chủ ở Hoa Kỳ và Úc.

## Bắt giữ và phản ứng
Bẫy bắt tội phạm lên đến đỉnh điểm là lệnh khám xét được thực hiện đồng thời trên toàn cầu vào ngày 8 tháng 6 năm 2021.  Không hoàn toàn rõ ràng tại sao ngày này được chọn, nhưng các cơ quan truyền thông suy đoán nó có thể liên quan đến lệnh cho phép truy cập máy chủ sẽ hết hạn vào ngày 7 tháng 6. Bối cảnh của bẫy bắt tội phạm và bản chất xuyên quốc gia của nó đã được tiết lộ sau khi thực hiện lệnh khám xét. Hơn 800 người đã bị bắt ở 16 quốc gia. Trong số những người bị bắt có người bị cáo buộc là thành viên của mafia Ý có trụ sở tại Úc, tội phạm có tổ chức ở Albania, các băng nhóm mô tô ngoài vòng pháp luật, tổ chức ma túy và các nhóm tội phạm khác. Tại Liên minh châu Âu, các vụ bắt giữ được điều phối thông qua Europol. Các vụ bắt giữ cũng được thực hiện ở Vương quốc Anh, mặc dù Cơ quan ChốngTội phạm Quốc gia không sẵn lòng cung cấp thông tin chi tiết về số lượng người bị bắt giữ.
Vật chứng thu giữ bao gồm gần 40 tấn ma túy (hơn tám tấn cocaine, 22 tấn cần sa và nhựa cần sa, sáu tấn tiền chất ma túy tổng hợp, hai tấn ma túy tổng hợp), 250 khẩu súng, 55 xe ô tô hạng sang  và ngoài ra còn hơn 48 triệu đô la bằng nhiều loại tiền tệ và tiền mã hóa khác nhau. Tại Úc, 224 người đã bị bắt với tổng số 526 tội danh. Tại New Zealand, 35 người đã bị bắt và phải đối mặt với tổng cộng 900 tội danh. Cảnh sát đã thu giữ 3,7 triệu đô la tài sản, bao gồm 14 phương tiện vận chuyển, ma túy, súng ống và hơn 1 triệu đô la tiền mặt.
Trong suốt 3 năm, hơn 9.000 cảnh sát từ 18 quốc gia đã tham gia vào chiến dịch này. Thủ tướng Úc Scott Morrison nói rằng chiến dịch bẫy bắt tội phạm này đã "giáng một đòn nặng nề vào tội phạm có tổ chức." Europol mô tả đây là "hoạt động thực thi pháp luật lớn nhất từ trước đến nay chống lại thông tin liên lạc được mã hóa." 
Tại Thụy Điển, 155 người đã bị bắt như một phần của chiến dịch. Theo cảnh sát Thụy Điển, nơi nhận được thông tin tình báo từ FBI, trong giai đoạn đầu của hoạt động, người ta đã phát hiện ra nhiều nghi phạm đang ở Thụy Điển. Các nghi phạm ở Thụy Điển được ghi nhận là có tỷ lệ tội phạm bạo lực cao hơn.